# ヒッパルコス星表
ヒッパルコス星表（ヒッパルコスせいひょう、Hipparcos Catalogue）は、118,218星が収録されている星表である。ヒッパルコス全天星図とも呼ばれる。略称はHIPとされることが多い。

## 概要
1988年に打ち上げられた欧州宇宙機関（ESA）の位置天文衛星ヒッパルコス（Hipparcos）による4年間の恒星の観測結果を元に編集され、1997年6月に発行された。過去の地上観測から得られたよりもはるかに高精度かつ網羅的な年周視差などのデータを含んでいるのが特徴である。限界等級は12.4等であるが、十分に観測され精度も高いのは9等星程度より明るい星である。
9等級より明るい星の位置の観測精度は、天球上の場所によってばらつきはあるが平均で0.77mas（赤経）および0.64mas（赤緯）である。また9等級より明るい星の年周視差の精度は平均0.97masで、これはおよそ100pcの距離にある星の距離を10%の精度で測定できることに対応する。
距離の誤差が10%以下の星は20853個で、20%以下の星は49399個であった。固有運動の精度は平均で0.88mas/年および0.74mas/年（赤緯方向）である。
1997以降も衛星姿勢や観測装置のキャリブレーションなどについての解析が継続され、様々な効果を含んだ再解析が行われた。その結果が2007年にHipparcos Newとして公開されている。
これと同時にティコ星表が編纂されており、ヒッパルコス・ティコ星表とまとめて称されることも多い。しかし、ティコ星表はヒッパルコス衛星の姿勢確認・制御用の補助観測装置による観測データを用いた星表であるため、ヒッパルコス星表はティコ星表よりもはるかに位置の精度が高い。ただし、ティコ星表やそれを再解析したティコ第二星表はヒッパルコス星表より暗い星を含むはるかに多数の星を収録しているため、用途によっては大変有用である。
ヒッパルコス星表により、地球からの距離が測定された恒星の数が大きく増加した。また、データは公開されており入手が比較的容易である。そのため、様々な利用がされており、その価値は高い。2007年までに得られた多数の研究成果についてヒッパルコス衛星のプロジェクトマネージャーであったMichael Perrymanがまとめた本が出版されている。
なお、ヒッパルコス衛星もヒッパルコス星表もともに綴りは『Hipparcos』であるが、古代ギリシアの天文学者ヒッパルコスの名前にちなんで名づけられており、本来の由来とは綴りが異なっている。